# Ștefan Tyukodi
Ștefan Tyukodi (n. 15 mai 1933, Aghireșu -- d. ) a fost un demnitar comunist român de origine maghiară, membru de partid din 1959, inginer agronom.